# Argiope dang
Argiope dang — вид павуків-колопрядів з всесвітньо поширеного роду Argiope. Великі, яскраво забарвлені самиці більші в декілька разів за дрібних самців. Живиться великими комахами. Отрута слабка, для людини безпечні. Поширені у Південно-Східній Азії — в Таїланді та Лаосі, а також у Камбоджі, континентальній Малайзії та Сінгапурі.
Видова назва походить від лаос. «dàng», що означає «гучний». Автори пояснюють, що назва пов'язана з гучною музикою стилю техно, що грала на березі річки Нам-Сонг в лаоському місті Ванг-В'єнг, поблизу якого вперше було відловлено павуків цього виду.

## Опис
Самиця середнього розміру, довжина її тіла складає 1,3-1,4 см, хоча з Лаосу описані й дрібні самиці, чий розмір тіла не перевищує одного сантиметра. Верх головогрудей жовто-коричневий, з радіальними чорними відмітинами. Черевна поверхня білувато-жовта. Хеліцери темно-бурі чи жовто-бурі, з чорними відмітинами, їх основний членик жовтуватий. Тазики трьох передніх пар ніг чорні з окремими жовтими плямами, тазики задньої пари ніг жовті з окремими чорними крапками. Ноги червоно-бурі з багатьма шипиками, коротшими біля основи, довшими далі від тіла. Черевце овальної форми, його спинна поверхня срібляста з більш темним частково сітчастим візерунком до задньої частини. Посередині нижньої поверхні йде широка чорна стрічка з трьома парами білуватих плям. Павутинні бородавки червонувато-бурі.
Тіло самця складає близько 4 мм у довжину. Головогруди жовто-коричневі, згори та спереду з чорними відмітинами, нижня поверхня світліша з двома яскравими серединними плямами близько переднього та заднього кінця. Хеліцери жовтуваті, темніші до основи та на зовнішньому краї. Ноги жовтуваті з темнішими кінцевими члениками, вкриті довгими шипами. Черевце згори яскраве, сріблясто-біле, задня його половина темніша. На ньому видно 3 пари вдавлень, до яких кріпляться м'язи. Нижня поверхня з чіткою чорною стрічкою, оточеною якравими білими плямами.
Самиця за зовнішнім виглядом дещо нагадує вид A. catenulata, від якого, втім, чітко відрізняється за будовою геніталій.

## Спосіб життя і поведінка
Мешкають у трав'янистій рослинності, поблизу річок, також у містах.

## Розповсюдження
Ареал охоплює центральні райони Лаосу, провінції Накхон-Патхом і Районг Таїланду, Камбоджу, континентальну Малайзію, Сінгапур.
Генетичний аналіз показав близькість між популяціями виду з Камбоджі, Малайзії та Сінгапуру, а також помістив цей вид до групи видів, близьких до A. aetherea.